# 井上真央
井上真央（1987年1月9日—），日本女演員，出生於神奈川縣横濱市磯子區。2012年，以電影《第八日的蟬》獲得第35回日本電影金像獎最佳女主角獎。

## 學歷
- 2005年3月　日本大學藤澤高等學校畢業。
- 2005年4月　明治大學文學部文學科演劇學組入學（推薦入學）。
- 2006年7月　大學在學中，演習課程中選修莎士比亞及卓別林課程。
- 2009年3月26日  明治大學文學部文學科演劇學組畢業，取得文學學士學位。

## 簡歷
4歲時，媽媽推薦進入兒童劇團，5歳時以童星身分正式出道，演出多部廣告與電視劇。1999年，因於CBC製作、TBS聯播的《孩子們的戰爭》系列中演出「今井茜」一角而名氣大增，亦在其後的《孩子們的戰爭5》首次擔任主演。
2004年為專心準備大學升學考試，暫停演藝活動。翌年，以推薦入學考試進入明治大學文學部文學科，專攻演劇學。翌年，由原先的經紀公司Tamura Pro移至於富士電視台連續劇《急診室女醫生》共同演出的松嶋菜菜子所屬之seventh avenue，並於之後多次與松嶋合作。
2005年10月，在TBS週五連續劇《花樣男子》中飾演「牧野杉菜」獲得好評，並創下平均的收視率19.8%。2006年，在電影《CHECK IT OUT YO!!》中擔任主角，為其初次演出的電影作品。
2007年1月，繼續擔任《花樣男子2》的主演，平均收視率21.6%、最高收視率27.6%；並在同年首次主演富士電視台月九劇《First Kiss》。2008年，主演電影《花樣男子Final》，票房約日幣77億。
2011年，因主演NHK晨間劇《太陽公公》，受邀首次擔任第62回NHK紅白歌合戰紅組主持人，並且繼2005年的《流星花園》首次獲得日劇學院賞最佳女主角後，2011年再以《太陽公公》二度獲同項獎項。
2012年，以電影《第八日的蟬》獲得第35回日本電影金像獎最佳女主角獎。
2015年，初次主演NHK大河劇《花燃燒》，為繼松嶋菜菜子和宮崎葵之後，第三位主演NHK晨間劇及NHK大河劇的演員。
2016年8月31日，脫離原經紀公司Seventh avenue。2017年1月9日，正式移籍至アン・ヌフ經紀公司。

## 個人生活
- 有一個相差14歲的哥哥。
- 想上大學是因為童星時受到一起演出的檀文影響[4]。高中三年級時由家庭教師派遣公司的個別指導塾部門，在一對一的指導下進行156小時的小論文學習，並通過推薦入學進入明治大學（2006年演出的廣告）。畢業論文的主題為自己所憧憬的女演員杉村春子。
- 興趣為開車兜風、寫字，會跳傳統日本舞。
- 喜愛文字和書寫，「信件」是個人收藏。2011年NHK晨間劇《太陽公公》劇中出現的主角信件，皆為井上本人所寫，字跡亦受觀眾好評。曾在該年獲選「第8回最適合拿鋼筆」的名人（一般選出部門）。
- 小學演出時代劇時，收到一位60歲奶奶影迷的信件，信中表示想看到井上長大後再度演出時代劇，井上自收到信之後，便不穿耳洞[5]。
- 自稱從幼稚園就是「電視兒童」。最愛的月九劇是《從天而降億萬顆星星》[6]。

## 演出作品

### 電視劇
- 1992
  - （日本電視台）
- 1993
- 1994
  - （朝日電視台） - 飾演 ニンジャホワイト（鶴姫）的幼年時代
- 1995
  - （NHK） - 飾演 おゆみ
  - （NHK） - 飾演 田乃内烈（少女時代）
- 1996
  -  - 飾演 二谷舞子
  -  - 飾演 小早川有里沙
- 1997
  - 暴坊将軍Ⅶ（朝日電視台） - 飾演 小夜
  - 水戶黃門第25部（TBS電視台）
  - （NHK） - 飾演 お咲
  -  #3
  - 新・半七捕物帳
- 1998
  - （富士電視台） - 飾演 各務望恵
  -   - 飾演 とんぼ
- 1999
  - 櫂（NHK-BS2） - 飾演 富田綾子
  - 孩子們的戰爭（CBC） - 飾演 今井（中西）茜
- 2000
  - 孩子們的戰爭2（CBC） - 飾演 今井茜
  - 孩子們的戰爭幕後中京電視台
  - 27小時TV 夢列島 ～家族 愛 Love You～特別劇「父さん」（富士電視台） - 飾演 優
- 2001年
  - 孩子們的戰爭3（CBC） - 飾演 今井茜
- 2002
  - 孩子們的戰爭暑假特別篇（CBC） - 飾演今井茜
  - 孩子們的戰爭4（CBC） - 飾演 今井茜
  - 孩子們的戰爭特別篇（CBC） - 飾演 今井茜
- 2003
  - 孩子們的戰爭5（CBC） - 飾演 今井茜（主演）
  - 孩子們的戰爭特別篇（キッズ・ウォースペシャル～これでファイナル!ざけんなよ～）（CBC） - 飾演 今井茜（主演）
- 2004  
  - HOME DRAMA！（日语：ホームドラマ!）（TBS電視台） - 飾演 長峰翔子
- 2005
  - 救命病棟24時（富士電視台） - 飾演 小久保紗英
  - 流星花園（TBS電視台） - 飾演 牧野杉菜（主演）
  - 螢火蟲之墓（日本電視台） - 飾演 澤野なつ、光村恵子（分飾二角）
- 2006
  - チェケラッチョ in TOKYO（富士電視台） - 飾演 南風原唯
- 2007
  - 流星花園2（TBS電視台） - 飾演 牧野杉菜（主演）
  - 王樣的心臟～李爾王～（日语：王様の心臓〜リア王より〜）夢二夜之第一夜（日本電視台） - 飾演 刈谷さくら
  - First Kiss（富士電視台） - 飾演 福永美緒（主演）
  - 花戰〜京都祇園傳說的藝妓 岩崎峰子（富士電視台） - 飾演 岩崎峰子（主演）
- 2008
  - 甜蜜公主2 新春SP - 飾演 甜蜜公主
  - 華麗大間諜 - 飾演 吉澤亞美（客串第一集）
  - 救命病棟24時 SP 第四夜 希望 - 飾演 久保紗英
  - 若是能在天堂遇見你（日语：天国で君に逢えたら）JNN50周年記念SP- 飾演 野野上夏子
  - 世界奇妙物語 2009秋の特別編 SP - 飾演 岡崎加奈子
- 2010
  - 樅ノ木は残った SP - 飾演 宇乃
  - 獸醫杜立德 - 飾演 多島あすか
- 2011
  - NHK晨間劇 太陽公公 - 飾演 須藤陽子（主演）[7][8]
- 2012
  - トッカン 特別国税徴収官（日语：特官～特別國稅徵收官） - 飾演 鈴宮深樹
- 2013
  - 3月27日 ぱじ〜ジイジと孫娘の愛情物語 - 飾演 咲田もも（客串）
- 2015
  - NHK大河劇 花燃燒 - 飾演 楫取美和子（日语：楫取美和子）（主演）
- 2017
  - 明日的約定 - 飾演 藍澤日向（主演）
- 2018
  - 名古屋電視台SP 亂反射 - 飾演 加山光惠 (與妻夫木聰雙主演)
- 2019
  - 少年寅次郎 - 飾演 車光子
- 2020
  - 少年寅次郎SP - 飾演 車光子
- 2021
  - 二月的勝者 - 飾演 佐倉麻衣
- 2022
  - 夜裡盤腿坐～姐姐、弟弟與我 - 飾演 秋子（主演）
- 2023
  - 如果能說100萬次就好了 - 飾演 相馬悠依（主演）

### 電影
| 年度 | 日期     | 名稱                        | 角色             | 電影公司       | 備註       |
| 2006 | 4月22日  | Chect it out yo!!           | 南風原唯         | 東寶           |            |
| 2007 | 4月28日  | 咯咯咯的鬼太郎              | 三浦實花         | 松竹           |            |
| 2007 | 8月4日   | 怪談                        | お久             | 松竹           |            |
| 2008 | 8月29日  | 流星花園F（流星花園電影版） | 牧野杉菜         | 東寶           | 電影初主演 |
| 2009 | 10月24日 | 我的初戀情人                | 種田繭           | 東寶           | 主演       |
| 2010 | 4月10日  | 達令是外國人                | 小栗左多里       | 東寶           | 主演       |
| 2010 | 7月17日  | SURELY SOMEDAY              | 後藤翔子         | 松竹           | 友情出演   |
| 2011 | 2月11日  | 太平洋的奇跡                | 青野千恵子       | 東寶           |            |
| 2011 | 4月29日  | 第八日的蟬                  | 薫（秋山恵理菜） | 松竹           | 主演       |
| 2012 | 11月13日 | 繩氣娘子軍                  | 西川千晶         | 東寶           | 主演       |
| 2013 | 9月28日  | 謝罪大王                    | 倉持典子         | 東寶           |            |
| 2013 | 12月21日 | 永遠的0                     | 宮部松乃         | 東寶           |            |
| 2014 | 3月29日  | 白雪公主殺人事件            | 城野美姫         | 松竹           | 主演       |
| 2018 | 6月22日  | 燒肉龍                      | 梨花             | 角川           |            |
| 2019 | 12月13日 | 王牌辯士                    | 橘琴江           | 東映           |            |
| 2020 | 7月3日   | 從來沒有開槍                | 福原歌留多       | キノフィルムズ |            |
| 2021 | 1月8日   | 大米騷動                    | 松浦絲           |                | 主演       |
| 2025 | 1月17日  | 海岸村的日出日落            | 関野百香         | 日本華納兄弟   | 主演       |

### 舞台劇
- 樋口一葉（2002年）
- NODA・MAP第18回公演『MIWA』（2013年10月4日 - 12月8日公演予定、野田秀樹作・演出）
- 逆鱗（2016年1月29日－3月13日，東京藝術劇場）[11]

### 廣告
- 1994
- 1995
- 1996
  - SEGA
  - 東芝
  - http://www.mitsui-hanbai.co.jp/（页面存档备份，存于）演出池脇千鶴的妹妹
- 1997
  - 學習研究社
- 2000
  - 花王
- 2006
  - 家庭教師のトライ
  - DRALION　＜ドラリオン＞
  - 瑞穗銀行
- 2007
  - カゴメ 野菜生活 ＜KAGOME＞
  - 明治製菓 「Panky」 ／「手作りチョコ」
- 2008
  - エーザイ 「チョコラBBシリーズ」<Eisai chocola BB>
  - 明治製菓 「果汁グミ」
- 2010
  - NTT西日本の「フレッツ光」
  - 江崎グリコ株式会社「アイスの実」
- 2012
  - Asahi beer「「アサヒダイレクトショット」
  - PUMA PLAY TIME
- 2013
  - Asahi 「クリーム玄米ブラン」

### PV
- 2007　小田和正 -こころ(FIRST KISS主題曲)

### 寫真集
- 2002　十五の夏に（15歲的夏天）

- 2007　井上真央2007

### DVD、錄影帶
- 2002　十五の夏に（15歲的夏天）

## 獎項
- 2006年
  - 第47回日劇學院賞最佳女主角（花樣男子）
- 2007年
  - 第10回 日刊體育日劇大賞 最佳女主角（花樣男子2）
  - 「MTV STUDENT VOICE AWARDS 2007」 最優秀女優賞
  - 第16回橋田賞 新人賞
- 2008年
  - Nickelodeon Kids' Choice Award 女優賞
- 2009年
  - 第22回日本メガネ・ベストドレッサー賞（藝能界部門）
- 2011年
  - 第3回TAMA電影獎最優秀新進女優獎（第八日的蟬、太平洋的奇蹟）[12]
  - 第35回山路文子電影獎優秀新人女優獎（第八日的蟬）
  - 第24回日刊體育電影大獎新人獎（第八日的蟬）
  - 第70回日劇學院賞最佳女主角（太陽公公）
- 2012年
  - 第35回日本電影金像獎最佳女主角（第八日的蟬）[13]

## 外部連結
- 井上真央 官方網站
- Seventh Avenue 官方網站（页面存档备份，存于）